# Drepanophorella sebae
Drepanophorella sebae är en djurart som tillhör fylumet slemmaskar, och som beskrevs av Stiasny-Wijnhoff 1936. Drepanophorella sebae ingår i släktet Drepanophorella och familjen Drepanophorellidae. Inga underarter finns listade i Catalogue of Life.